# Безгін Борис Опанасович
Борис Опанасович Безгін (11 серпня 1907—25 січня 1957) — радянський актор театру і кіно.

## Біографія
Народився 11 серпня 1907 року в селі Петрівці Полтавської губернії (нині України) в сім'ї залізничника.
У 1924—1926 роках навчався на кінофакультеті Київського театрального технікуму. У 1929 році закінчив екранне відділення Одеського державного технікуму кінематографії.
Знімався в кіно Б. О. Безгін з 1925 року. Працював асистентом режисера на Українській студії хронікально-документальних фільмів в 1944—1949 роках.
Помер 25 січня 1957 року.

## Вибрана фільмографія
- 1926 — «Трипільська трагедія»
- 1930 — «Контакт»
- 1931 — «Свині завжди свині»
- 1937 — «Багата наречена»
- 1939 — «Щорс»
- 1939 — «Ескадрилья № 5»
- 1941 — «Богдан Хмельницький»
- 1954 — «Командир корабля»
- 1954 — ««Богатир» йде в Марто»
- 1955 — «Зірки на крилах»